# Maik Galakos
Ilias "Maik" Galakos (på græsk Μάικ Γαλάκος, født 23. november 1951) er en tidligere græsk fodboldspiller (angriber).
Galakos spillede det meste af sin karriere i hjemlandet, hvor han var tilknyttet begge de to største Athen-klubber, Olympiakos og Panathinaikos. Med begge klubber var han med til at vinde det græske mesterskab. Han spillede også en enkelt sæson hos Fortuna Düsseldorf i Vesttyskland.
Galakos spillede desuden 30 kampe og scorede fem mål for det græske landshold. Han var en del af den græske trup til EM i 1980 i Italien. Her spillede han alle grækernes tre kampe i turneringen, hvor holdet blev slået ud efter kun at have opnået ét point i gruppespillet.